# Hirschfeld (Thüringen)
Hirschfeld is een gemeente in de Duitse deelstaat Thüringen, en maakt deel uit van de Landkreis Greiz.
Hirschfeld telt 115 inwoners.